# Alcelafins
Els alcelafins (Alcelaphinae) són una subfamília de bòvids que conté els nyus, damaliscos i búbals, entre altres espècies. En total, conté deu espècies vivents repartides en quatre gèneres. A vegades es considera que Beatragus és un subgènere de Damaliscus i algunes autoritats classifiquen el búbal de Lichtenstein com a gènere separat, Sigmoceros.
- Subfamília Alcelaphinae
  - Gènere Beatragus
    - Damalisc de Hunter, Beatragus hunteri

  - Gènere Damaliscus
    - Topi, Damaliscus korrigum
    - Topi comú, Damaliscus lunatus
    - Damalisc, Damaliscus pygargus
    - Damalisc de Bangweulu, Damaliscus superstes

  - Gènere Alcelaphus
    - Búbal, Alcelaphus buselaphus
    - Búbal vermell, Alcelaphus caama
    - Búbal de Lichtenstein, Alcelaphus lichtensteinii

  - Gènere Connochaetes
    - Nyu de cua blanca, Connochaetes gnou
    - Nyu blau, Connochaetes taurinus